# ÖBB 5144
Die Reihe 5144 der Österreichischen Bundesbahnen (ÖBB) waren Dieseltriebwagen die im Regionalverkehr eingesetzt wurden. Der Einsatz im Planverkehr begann 1951 und endete 1993. Die Züge wurden von Simmering-Graz-Pauker gebaut.

## Geschichte
Nachdem viele BBÖ VT 42 und BBÖ VT 44 nach Ende des Zweiten Weltkrieges auf Grund der Kriegseinwirkungen nicht mehr einsatzfähig waren und der Neubau von Dieseltriebwagen wegen der zerstörten Werkstätten kurzfristig nicht möglich schien,  entschloss man sich aufgrund des dringenden Bedarfs fünf Steuerwagen, welche ursprünglich für die Reihe VT 44 beschafft worden waren, unter Verwendung von Tauschteilen der BBÖ VT 44 in Triebwagen umzubauen.

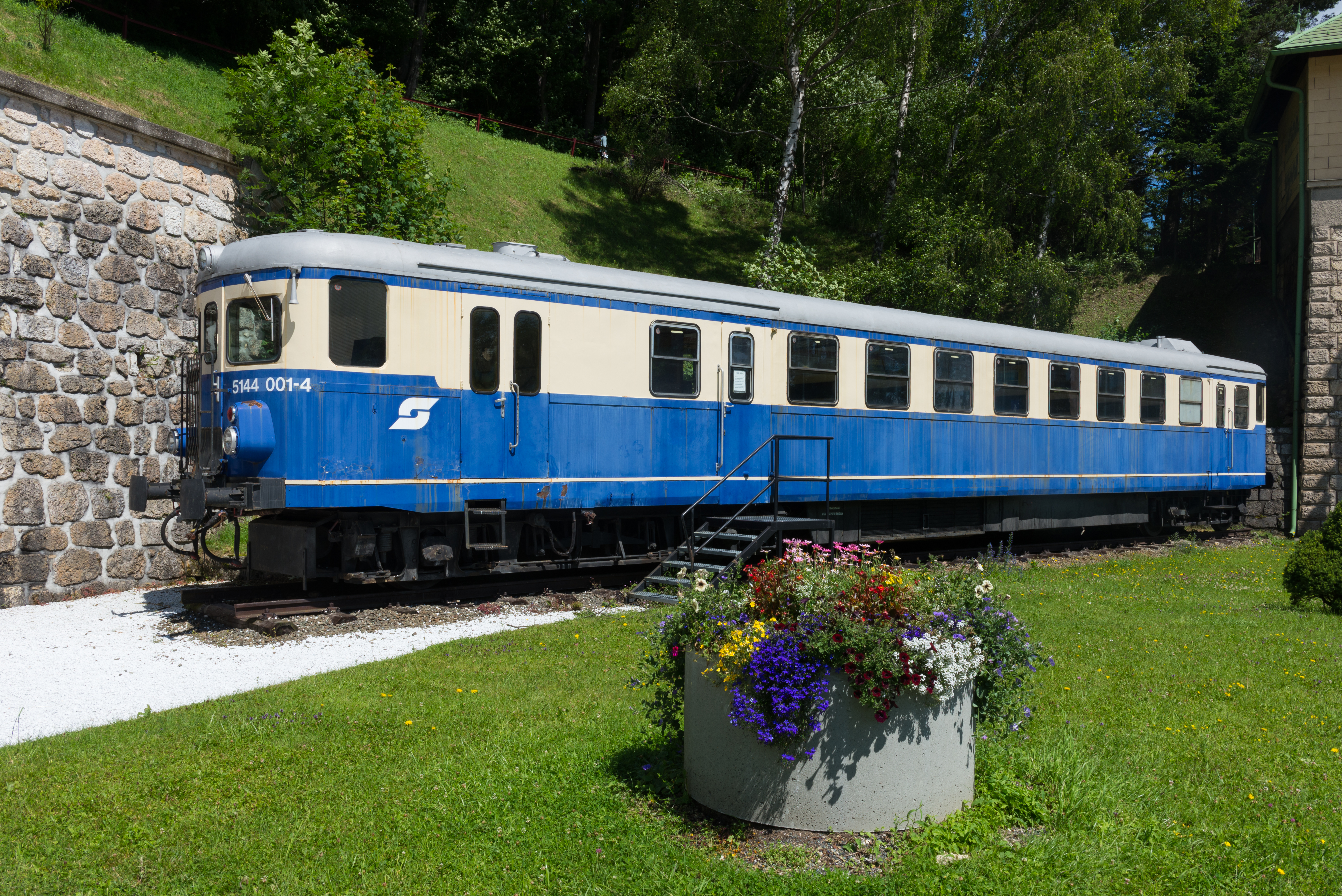
5144.01 als Denkmalfahrzeug beim Ghegadenkmal am Bahnhof Semmering

Auch Motor und Getriebe stammten von der Reihe VT 44. Die Triebwagen unterscheiden sich jedoch in einigen Details gegenüber dem VT 44: Die verwendeten Steuerwagen waren etwas länger und unterschieden sich im Aussehen.
Der Kasten besteht aus Stahl und der Fahrgastraum bot für 64 Personen Platz.
Die fünf Triebwagen wurden ab 1951 in Betrieb genommen, vorerst hießen sie VT 44.50-54. Im ÖBB-Nummernschema von 1953 erhielten sie die Nummern 5144.01-05.
Anfangs wurden die 5144 im Schnellverkehr eingesetzt, ihr Aufgabengebiet wanderte aber allmählich in den Nebenbahndienst ab. Ihre Haupteinsatzgebiete lagen im Großraum Wien und Wiener Neustadt einschließlich Wald- und Weinviertel.
Ab 1979 erfolgten anlässlich von Ausbesserungen noch dringend notwendige Verbesserungen zwecks Reduzierung der Lärmbelastung für den Triebfahrzeugführer. Dafür wurde zwischen Motor und Führerstand im Motorraum eine Trennwand eingezogen, weiters bekamen sie die nicht mehr benötigten Heizkessel der 5046 und 5146, Schlussleuchten und neue Stirnfenster. 5144.003 wurde zudem auf SGP S12a und Warmluft-Webastoheizung umgebaut.
Die Triebwagen sind zeitlebens im aktuell gültigen Farbdesign für Triebwagen lackiert gewesen. Zunächst in Saphirblau mit elfenbeinfarbenem Fensterband und Zierlinien, sowie aluminiumgrauem Dach. Ab den Ausbesserung von 1979 dann Ultramarinblau mit elfenbeinfarbenem Fensterband, sowie nur mehr einer Zierlinie am Rahmen. Das Dach wurde Elfenbein. 5144.001 bekam als einziger noch ein umbragraufarbenes Dach.
Der Planeinsatz der VT 5144 endete, aufgrund der Neubeschaffung der VT 5047, im Mai 1991 auf der Lokalbahn Siebenbrunn–Engelhartstetten. Die beiden verbliebenen Triebwagen wurden danach in Wien Nord als Reserve hinterstellt. 5144.003 war im August 1991 für einige Tage als Ersatz für einen ausgefallenen 5145-Triebwagen zwischen Laa an der Thaya und Mistelbach im Einsatz.
Erst am 1. Februar 1993 schied der 5144.04 als Letzter seiner Reihe aus dem Plandienst aus und findet seither als Museumsfahrzeug Verwendung.
Weitere 5144 sind noch als Exponate erhalten, so der 5144.01 als Denkmal am Bahnhof Semmering sowie der 5144.03 beim Eisenbahnmuseum Sigmundsherberg, wurde aber zwischenzeitig verschrottet. 5144.04 blieb bei der ÖGEG in Ampflwang erhalten.